# Stéphane Sarrazin
Pour les articles homonymes, voir Sarrazin.
Stéphane Sarrazin, né le 2 novembre 1975 à Alès (Gard), est un pilote automobile français. 
Il s'est illustré tout au long de sa carrière en prenant part à diverses compétitions sur circuit, jusqu'à disputer un Grand Prix de Formule 1 en 1999 et remporter les Le Mans Series en 2007 et 2010, mais aussi en rallye, où il a remporté le championnat de France 2004.

## Biographie
Stéphane Sarrazin débute par le karting où il remporte deux titres de champion de France avant de passer à la monoplace. Il remporte le Volant Elf sur le Circuit Bugatti du Mans.

### Monoplaces
En 1997 il est vice-champion de France de Formule 3 avec l'écurie LD Autosport, malgré un budget réduit. Ce résultat lui permet d'intégrer la Formule 3000 en 1998 avec l'écurie Apomatox, « Junior Team » de l'équipe Prost Grand Prix dont il devient pilote d'essai. En 1999, il termine cinquième du championnat de Formule 3000 et dispute le Grand Prix de Formule 1 du Brésil avec la Scuderia Minardi où il remplace Luca Badoer blessé. S'il devance de sept dixièmes de seconde son équipier Marc Gené lors des qualifications, il abandonne en course à la suite d'une violente sortie de route causée par une casse mécanique. En 2000 et 2001, il poursuit comme pilote d'essai chez Prost Grand Prix et ne dispute que quelques courses en Formule 3000. En 2002, à la suite du retrait de Prost Grand Prix, il devient essayeur chez Toyota F1 Team. En 2003, Stéphane dispute le Championnat World Series by Nissan au sein de l'écurie Racing Engineering.

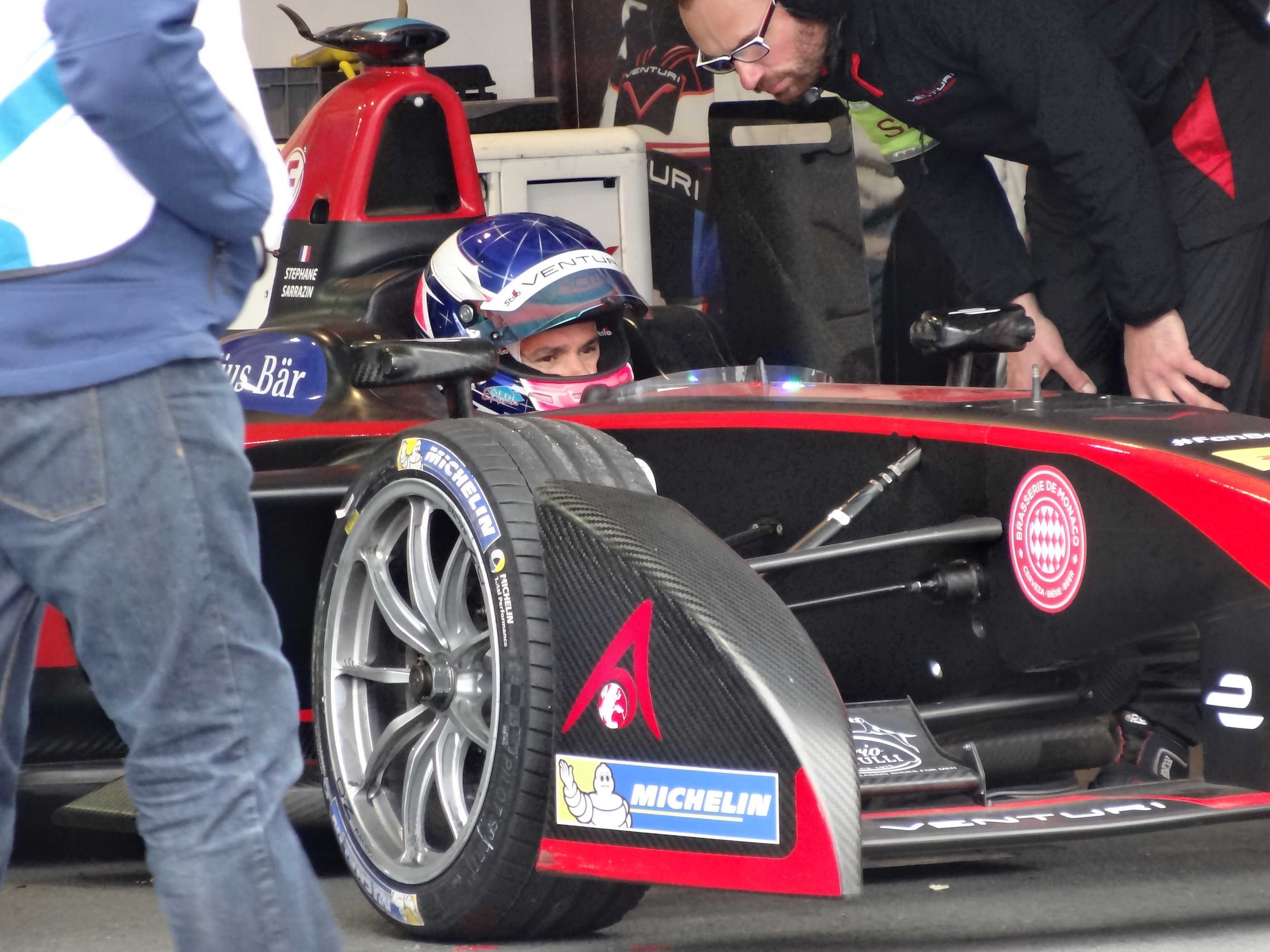
Sarrazzin chez Venturi en Formula E.

En 2014, bien qu'engagé chez Toyota Racing en Championnat du monde d'endurance FIA, il signe chez Venturi Formula E Team pour disputer le Championnat de Formule E FIA de monoplaces électriques ; son coéquipier est Nick Heidfeld. 
Son meilleur résultat de la saison est une sixième place à Berlin. Le pilote se classe quatorzième du championnat avec 22 points (31 pour son équipier allemand).
En 2015-2016, Stéphane Sarrazin poursuit dans la même écurie, avec Jacques Villeneuve, puis Mike Conway comme équipiers. Il termine chaque épreuve dans les points et se classe second du ePrix de Long Beach. Avec 70 points, il devance largement ses équipiers (7 points à eux-deux).
En 2016-2017, le pilote commence la saison avec Venturi, avant de rejoindre Techeetah après six courses (il y remplace Esteban Gutiérrez). Il marque 2 points avec l'écurie monégasque, puis 34 sous la bannière chinoise (dont deux troisièmes places à New York et Montréal). Son équipier Jean-Éric Vergne remporte la dernière épreuve et se classe cinquième du championnat.
Il quitte le championnat pour 2017-2018, mais revient finalement chez MS&AD Andretti Formula E en cours de saison, où il remplace Tom Blomqvist et dispute les quatre dernières épreuves.

### Rallye

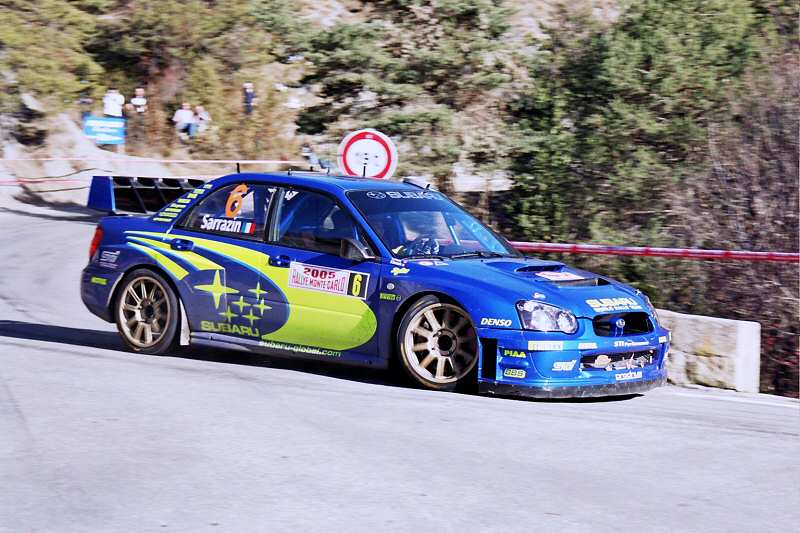
Sarrazin sur la Subaru Impreza WRC au Rallye Monte-Carlo 2005

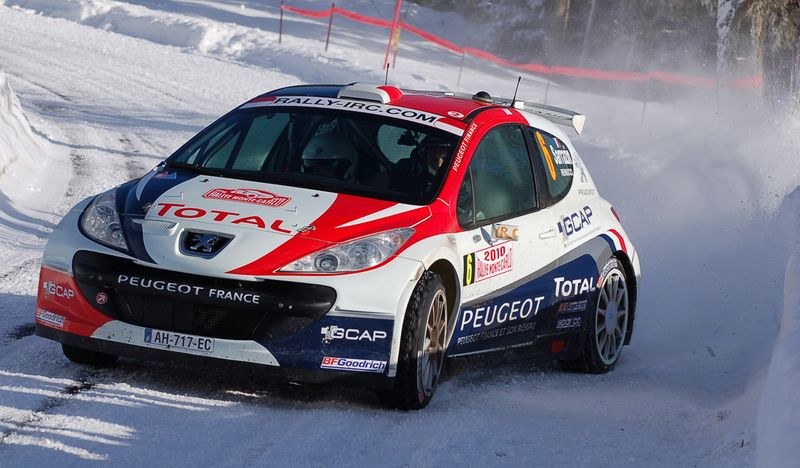
Sarrazin et Renucci au Rallye Monte-Carlo 2010

Il fait ses débuts en rallye en 1994 à bord d'une Renault Clio au rallye du Var. En 2000, il remporte le groupe N de ce même rallye volant d'une Mitsubishi Lancer Evo 6. Il remporte l'année suivante le rallye au classement scratch, à bord d'une Subaru Impreza WRC.
En 2004, il s'implique plus sérieusement en rallye automobile et participe au défi Subaru-FFSA avec en jeu une saison complète en championnat de France des rallyes au volant d'une Subaru Impreza WRC préparée par l'équipe First Motorsport. Il remporte le défi et le championnat de France des rallyes dès sa première participation. La même année, il participe à trois rallyes du championnat du monde avec pour meilleur résultat une quatrième place au rallye de Catalogne. À la suite de ces résultats, il intègre l'écurie officielle Subaru et dispute les championnats du monde 2005 et 2006.
En parallèle à son programme en Endurance avec Peugeot, il participe à plusieurs rallyes à bord de la Peugeot 207 S2000 entre 2007 et 2011. Il signe notamment un podium au Rallye Monte-Carlo 2009, à l'époque en IRC. Il participe également au développement de la Citroën DS3 R3, terminant 8e du Critérium des Cévennes 2010.
En 2012, il est engagé par l'écurie française privée 2C, basée à Clermont-Ferrand, dans le cadre du championnat de France. Il remporte le rallye du Limousin et le rallye du Mont-Blanc à bord de leur Peugeot 307 WRC, mais ne peut prétendre au titre, son programme en Endurance avec Starworks Motorsport se disputant en même temps que certains rallyes.
Ses deux seules apparitions en 2014 se traduisent par deux victoires à deux semaines d'intervalle entre octobre et novembre, au Critérium des Cévennes (CFR) et surtout au Tour de Corse, dernière épreuve de la saison du Championnat d'Europe des rallyes : il remporte 7 des 11 épreuves spéciales avec sa Ford Fiesta RRC, associé au local Jacques-Julien Renucci.  
En 2015, il remporte le 67e Rallye Mont-Blanc Morzine. En 2017 il crée l'écurie Sarrazin Motorsport et devient patron-pilote. En 2019, en terminant neuvième du Rallye Monte-Carlo, il marque 2 points en Championnat du monde des rallyes.

### Endurance

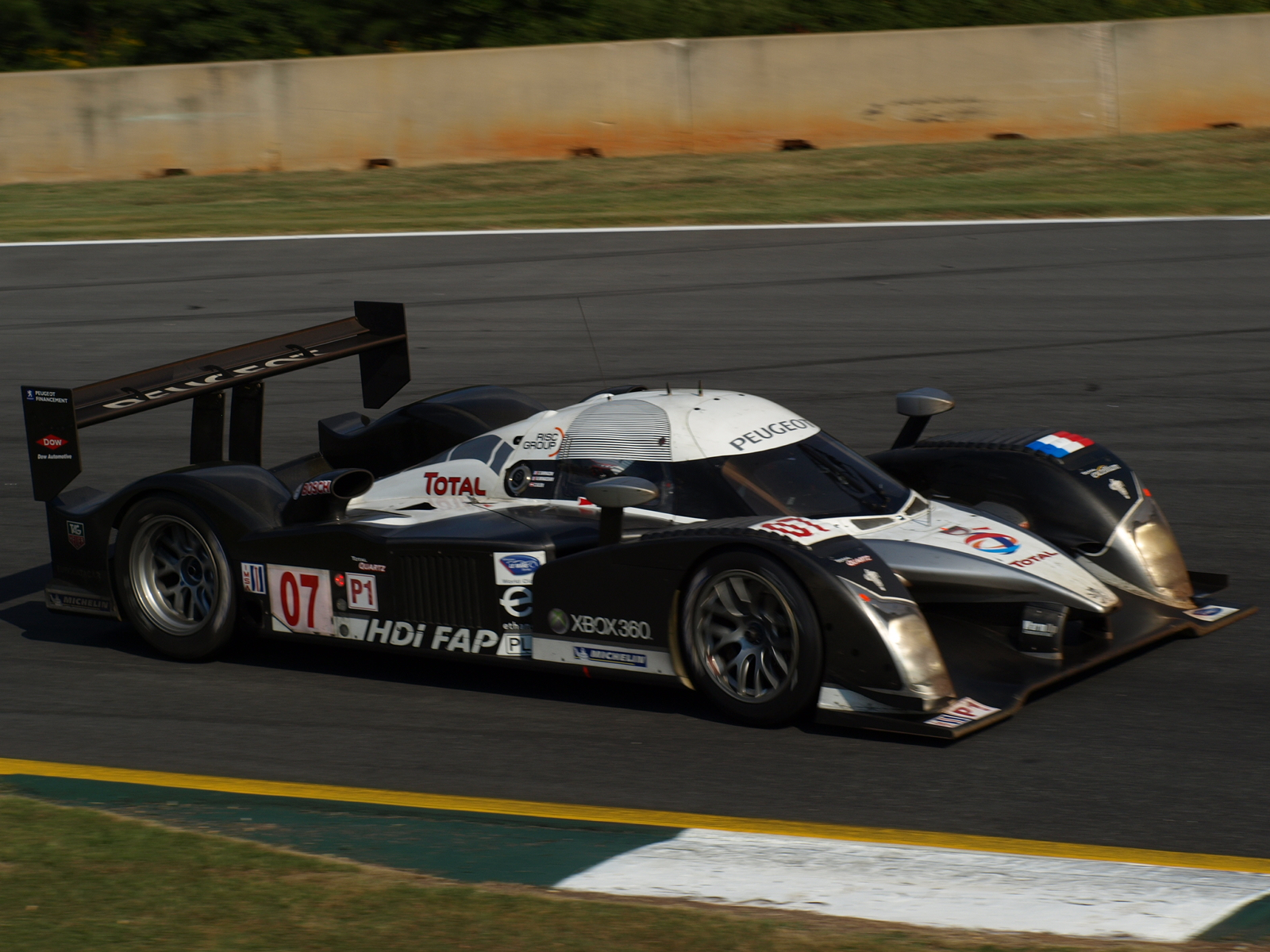
Sarrazin sur Peugeot 908 HDi FAP au Petit Le Mans 2008.

Dès 2006, il court en endurance avec Aston Martin Racing aux 24 Heures du Mans et dans le championnat American Le Mans Series où il remporte trois victoires, six podiums, la deuxième place du classement général et le titre honorifique de « rookie of the year ».
En 2007, son contrat avec Subaru n'étant pas renouvelé, il rejoint Peugeot Sport pour disputer les 24 Heures du Mans et le championnat d'endurance Le Mans Series sur la Peugeot 908 HDi FAP. Avec Pedro Lamy comme coéquipier, il remporte les 1 000 kilomètres de Valence, du Nürburgring et de Spa-Francorchamps, trois victoires qui permettent à l'équipage franco-portugais de s'adjuger le titre dans la catégorie LMP1. Avec Pedro Lamy et Sébastien Bourdais, il termine également à la seconde place des 24 Heures du Mans. En 2008, Sarrazin défend son titre en Le Mans Series sur la 908 HDi FAP. Il remporte les 1 000 km de Monza et réalise la pole position et termine cinquième des 24 Heures du Mans. Il remporte aussi les 24 Heures de Spa au volant d'une Maserati MC12 du Vitaphone Racing. En 2009, toujours chez Peugeot, il prend la deuxième place des 12 Heures de Sebring en compagnie de Sébastien Bourdais et de Franck Montagny à 22 secondes des vainqueurs Dindo Capello, Tom Kristensen et Allan McNish. Le 11 juin, il signe à nouveau la pole position des 24 Heures du Mans. Il remporte avec Franck Montagny la course américaine de Petit Le Mans.
En 2010, il est de nouveau champion en Le Mans Series sur Peugeot 908 HDi FAP avec l'équipe Oreca et remporte pour la deuxième année consécutive le Petit Le Mans en compagnie de Franck Montagny et Pedro Lamy sur Peugeot 908 HDi FAP. Cette course est inscrite au championnat ILMC avec les 1 000 kilomètres de Silverstone où il termine deuxième en compagnie de Nicolas Lapierre et les 1 000 kilomètres de Zhuhai qu'il remporte en compagnie de Franck Montagny. Avec cette dernière victoire, il est également champion en Asian Le Mans Series. En 2011, il remporte pour la troisième année consécutive le Petit Le Mans en compagnie de Franck Montagny et Alexander Wurz sur Peugeot 908. Cette course est inscrite au championnat ILMC qu'il domine avec Peugeot Sport qui est champion. 
En 2012, il participe à l’European Le Mans Series en LMP2 avec le Sébastien Loeb Racing. Il  pilote une Oreca 03 avec Nicolas Marroc et Nicolas Minassian, un autre ancien pilote Peugeot. Il est également engagé dans  le nouveau Championnat du monde d'endurance FIA dans la catégorie LMP2 avec une HPD ARX-03 de l'écurie Starworks Motorsport. Dès la première course aux 12 Heures de Sebring, il remporte une victoire de catégorie et un podium au général. Il récidive avec une autre victoire de catégorie lors des 6 Heures de São Paulo.
En 2013 il gagne les 6 Heures de Bahreïn en fin de saison du Championnat FIA sur Toyota TS030 Hybrid (avec Buemi et Davidson), récidivant en 2014 sur la Toyota TS040 Hybrid (avec Wurz et Conway), les deux fois pour le Toyota Racing en LMP1.

## Résultats en championnat du monde de Formule 1
| Saison | Écurie                 | Châssis | Moteur                       | Pneus       | GP disputés | Points inscrits | Classement |
| ------ | ---------------------- | ------- | ---------------------------- | ----------- | ----------- | --------------- | ---------- |
| 1999   | Fondmetal Minardi Ford | M01     | Ford-Cosworth VJ Zetec-R V10 | Bridgestone | 1           | 0               | Nc         |

## Résultats en Formule E
| Années    | Équipes                          | Voitures                           | Courses | Victoires | Podiums | Points inscrits | Classement |
| --------- | -------------------------------- | ---------------------------------- | ------- | --------- | ------- | --------------- | ---------- |
| 2014-2015 | Venturi Formula E Team           | Spark-Renault SRT 01E              | 11      | 0         | 0       | 22              | 14e        |
| 2015-2016 | Venturi Formula E Team           | Venturi VM200-FE-01                | 10      | 0         | 1       | 70              | 6e         |
| 2016-2017 | Venturi Formula E Team Techeetah | Venturi VM200-FE-02 Renault Z.E 16 | 12      | 0         | 2       | 36              | 10e        |
| 2017-2018 | MS&AD Andretti Formula E         | Andretti ATEC-03                   | 4       | 0         | 0       | 0               | 22e        |

## Résultats aux 24 Heures du Mans
| Année | no  | Équipe                 | Voiture                             | Catégorie | Équipier                                | Résultat |
| Année | no  | Équipe                 | Moteur                              | Catégorie | Équipier                                | Résultat |
| ----- | --- | ---------------------- | ----------------------------------- | --------- | --------------------------------------- | -------- |
| 2001  | 15  | Viper Team Oreca       | Chrysler LMP                        | LMP900    | Yannick Dalmas Franck Montagny          | Abandon  |
| 2001  | 15  | Viper Team Oreca       | Mopar 6.0L V8                       | LMP900    | Yannick Dalmas Franck Montagny          | Abandon  |
| 2002  | 14  | PlayStation Team Oreca | Dallara SP1                         | LMP900    | Nicolas Minassian Franck Montagny       | 6e       |
| 2002  | 14  | PlayStation Team Oreca | Judd GV4 4.0L V10                   | LMP900    | Nicolas Minassian Franck Montagny       | 6e       |
| 2003  | 17  | Pescarolo Sport        | Courage C60                         | LMP900    | Jean-Christophe Boullion Franck Lagorce | 8e       |
| 2003  | 17  | Pescarolo Sport        | Peugeot 3.2L Turbo V6               | LMP900    | Jean-Christophe Boullion Franck Lagorce | 8e       |
| 2005  | 59  | Aston Martin Racing    | Aston Martin DBR9                   | GT1       | David Brabham Darren Turner             | 9e       |
| 2005  | 59  | Aston Martin Racing    | Aston Martin 6.0L V12               | GT1       | David Brabham Darren Turner             | 9e       |
| 2006  | 009 | Aston Martin Racing    | Aston Martin DBR9                   | GT1       | Pedro Lamy Stéphane Ortelli             | 10e      |
| 2006  | 009 | Aston Martin Racing    | Aston Martin 6.0L V12               | GT1       | Pedro Lamy Stéphane Ortelli             | 10e      |
| 2007  | 8   | Team Peugeot Total     | Peugeot 908 HDi FAP                 | LMP1      | Sébastien Bourdais Pedro Lamy           | 2e       |
| 2007  | 8   | Team Peugeot Total     | Peugeot HDi 5.5L Turbo V12 (Diesel) | LMP1      | Sébastien Bourdais Pedro Lamy           | 2e       |
| 2008  | 8   | Team Peugeot Total     | Peugeot 908 HDi FAP                 | LMP1      | Pedro Lamy Alexander Wurz               | 5e       |
| 2008  | 8   | Team Peugeot Total     | Peugeot HDi 5.5L Turbo V12 (Diesel) | LMP1      | Pedro Lamy Alexander Wurz               | 5e       |
| 2009  | 8   | Team Peugeot Total     | Peugeot 908 HDi FAP                 | LMP1      | Sébastien Bourdais Franck Montagny      | 2e       |
| 2009  | 8   | Team Peugeot Total     | Peugeot HDi 5.5L Turbo V12 (Diesel) | LMP1      | Sébastien Bourdais Franck Montagny      | 2e       |
| 2010  | 2   | Team Peugeot Total     | Peugeot 908 HDi FAP                 | LMP1      | Nicolas Minassian Franck Montagny       | Abandon  |
| 2010  | 2   | Team Peugeot Total     | Peugeot HDi 5.5L Turbo V12 (Diesel) | LMP1      | Nicolas Minassian Franck Montagny       | Abandon  |
| 2011  | 8   | Team Peugeot Total     | Peugeot 908                         | LMP1      | Nicolas Minassian Franck Montagny       | 3e       |
| 2011  | 8   | Team Peugeot Total     | Peugeot HDi 3.7L Turbo V8 (Diesel)  | LMP1      | Nicolas Minassian Franck Montagny       | 3e       |
| 2012  | 8   | Toyota Racing          | Toyota TS030 Hybrid                 | LMP1      | Anthony Davidson Sébastien Buemi        | Abandon  |
| 2012  | 8   | Toyota Racing          | Toyota 3.4L V8 (Hybride)            | LMP1      | Anthony Davidson Sébastien Buemi        | Abandon  |
| 2013  | 8   | Toyota Racing          | Toyota TS030 Hybrid                 | LMP1      | Anthony Davidson Sébastien Buemi        | 2e       |
| 2013  | 8   | Toyota Racing          | Toyota 3.4L V8 (Hybride)            | LMP1      | Anthony Davidson Sébastien Buemi        | 2e       |
| 2014  | 7   | Toyota Racing          | Toyota TS040 Hybrid                 | LMP1      | Alexander Wurz Kazuki Nakajima          | Abandon  |
| 2014  | 7   | Toyota Racing          | Toyota 3.7L V8 (Hybride)            | LMP1      | Alexander Wurz Kazuki Nakajima          | Abandon  |
| 2015  | 7   | Toyota Racing          | Toyota TS040 Hybrid                 | LMP1      | Alexander Wurz Mike Conway              | 6e       |
| 2015  | 7   | Toyota Racing          | Toyota 3.7L V8 (Hybride)            | LMP1      | Alexander Wurz Mike Conway              | 6e       |
| 2016  | 6   | Toyota Racing          | Toyota TS050 Hybrid                 | LMP1      | Kamui_Kobayashi Mike Conway             | 2e       |
| 2016  | 6   | Toyota Racing          | Toyota 2.4L V6 Turbo                | LMP1      | Kamui_Kobayashi Mike Conway             | 2e       |
| 2017  | 7   | Toyota Racing          | Toyota TS050 Hybrid                 | LMP1      | Kamui_Kobayashi Mike Conway             | Abandon  |
| 2017  | 7   | Toyota Racing          | Toyota 2.4L V6 Turbo                | LMP1      | Kamui_Kobayashi Mike Conway             | Abandon  |
| 2018  | 17  | SMP Racing             | BR Engineering BR1                  | LMP1      | Matevos Isaakyan Egor Orudzhev          | Abandon  |
| 2018  | 17  | SMP Racing             | AER P60B 2.4 L V6 Turbo             | LMP1      | Matevos Isaakyan Egor Orudzhev          | Abandon  |
| 2019  | 17  | SMP Racing             | BR Engineering BR1                  | LMP1      | Egor Orudzhev Sergey Sirotkin           | Abandon  |
| 2019  | 17  | SMP Racing             | AER P60B 2.4 L V6 Turbo             | LMP1      | Egor Orudzhev Sergey Sirotkin           | Abandon  |